# Jozef Van De Velde

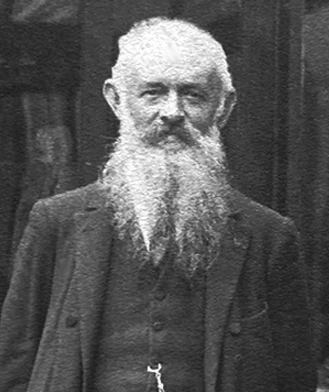
Jozef Van De Velde in 1927

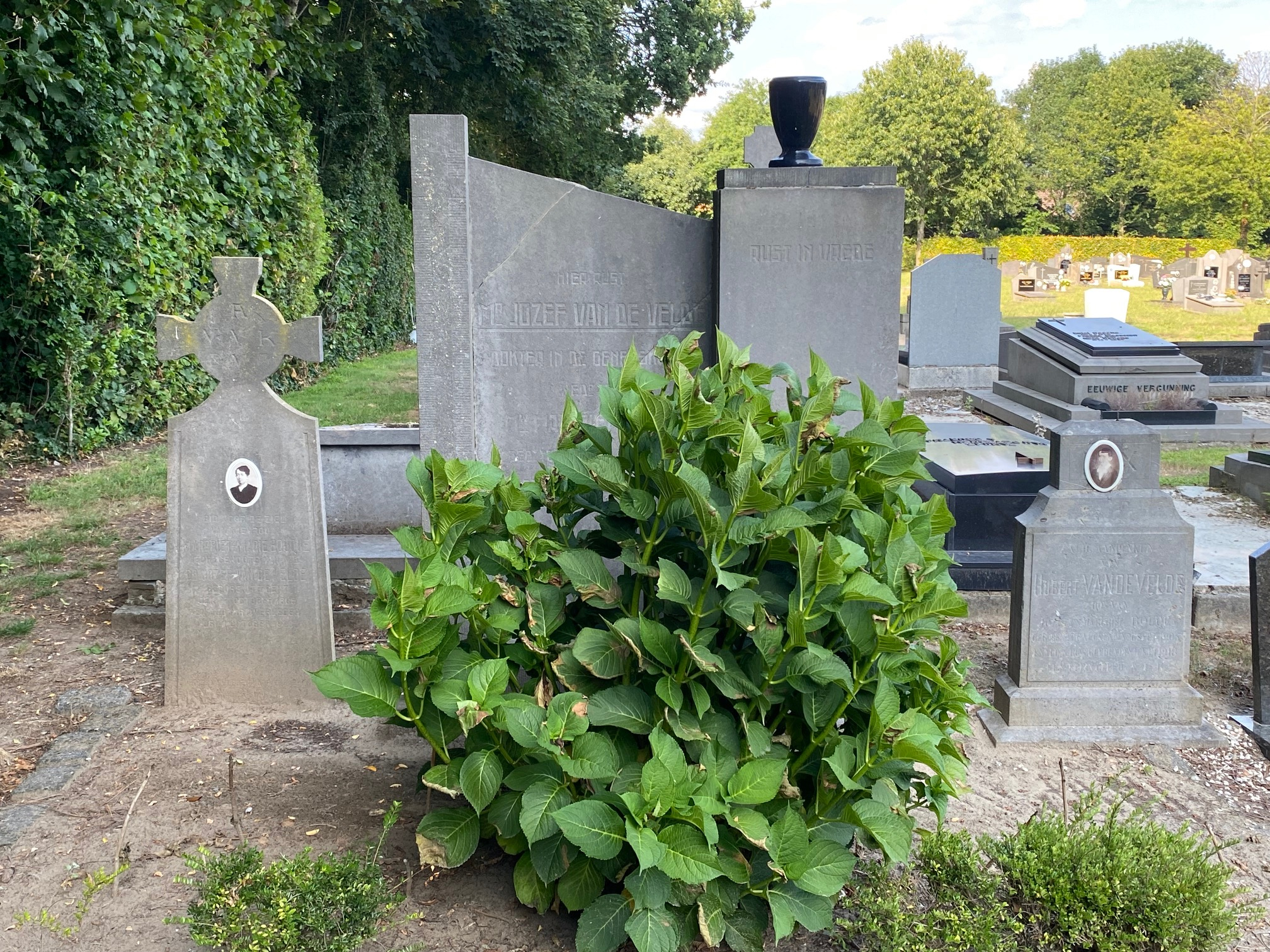
Graf Jozef Van De Velde, zijn echtgenote Maria Bouqué en zijn zoontje Hubert

Jozef Van De Velde (Kalken, 6 februari 1871 - Kalken, 3 februari 1939) was van beroep dokter. Hij was in het begin van de 20ste eeuw één van de voortrekkers van de Vlaamse ontvoogdingsstrijd. 

## Familie
Van De Velde huwde op 27 oktober 1903 in Ledeberg met Margriet-Marie Bouqué (Gent, 27 oktober 1869 - Gent, 1 oktober 1929), dochter van Karel Bouqué (23 mei 1823 - 11 februari 1896) en Hendrika-Isabella Abbeloos (17 december 1832 - 4 januari 1907).
Hij was oom langs moeders kant van August De Wilde en Jozef De Wilde.

## Jonge jaren
Zijn vader Leo Van De Velde (Kalken, 07 september 1795 – Kalken, 14 februari 1878) was hoofdonderwijzer in Kalken. Jozef Van De Velde groeide op in de arme wijk Kruisen.
Hij woonde in het schoolhuis en zag vanuit die bevoorrechte positie het harde leven van de schoolgaande jeugd in de buurt. Als jongeman hielp hij mee om 's middags hun papemmertjes met rantsoen voor een ganse dag op de stoof op te warmen. Meermaals bleven de kinderen gedurende de schoolweek op de zolder van het schoolgebouw slapen. Sommige kinderen kwamen maar af en toe naar de les omdat ze thuis moesten meewerken.
Hij leerde de problemen van zijn buurt kennen, de armoede en de drank. Het was in die omgeving dat zijn persoonlijkheid zich vormde en dat hij besloot om zich in te zetten om dit leed te verzachten.
Hij studeerde van 1894 tot 1899 aan de Franstalige Gentse universiteit en werd in Kalken een enigszins omstreden figuur met Vlaamsgezinde politieke opvattingen die in die tijd niet vanzelfsprekend waren.

## Dokter voor het volk
Van De Velde was een idealist die zijn afkomst niet verloochende. In 1908 wilde hij met de organisatie van een volksfeest ter ere van Sint-Pieter de wijk De Kruisen nieuw leven inblazen en de bewoners iets geven om samen aan te werken en naar toe te leven. Hij richtte ook de zangmaatschappij ‘De Ware Vlamingen’ op.
Hij benaderde zijn patiënten zeer laagdrempelig en maakte veel tijd voor hen. Hij legde al zijn visites per fiets af, niet alleen in zijn eigen dorp, ook in de omliggende gemeenten. Hij droeg meestal fietsspelden en hoge bottinnes omdat hij bij zijn huisbezoeken in allerlei omstandigheden terecht kwam. Voor veel van zijn doktersvisites wilde hij bovendien niet vergoed worden. Volgens de overlevering vond men na zijn overlijden nog lijsten met visites die niet betaald waren. Vele bedragen waren doorstreept en er stond naast geschreven: "kunnen toch niet betalen".

## Politiek engagement
Met het uitbreken van de Eerste Wereldoorlog vielen alle acties ter ontvoogding van de Vlamingen stil. Vlamingen en Walen moesten eendrachtig de vijand bekampen. Maar de Vlamingen werden door de legerleiding gediscrimineerd. Vanaf eind 1916 werden in de loopgraven aan de IJzer clandestien plannen gesmeed om de eisen van de Vlamingen officieel kenbaar te maken. De Frontbeweging werd geboren uit verzet tegen de totale miskenning en de fysische ellende van de Vlamingen. 
Hierdoor geïnspireerd begonnen sommigen in de Vlaamse Beweging steun te zoeken bij de Flamenpolitik van de Duitse bezetter voor de verdediging van de Vlaamse belangen. Dit resulteerde onder andere in de volledige vervlaamsing van de Gentse universiteit op 16 oktober 1916. 
Van de Velde ging nog verder en maakte samen met August Borms, Arthur Faingnaert en Lucien Brulez deel uit van een Activistische Middelraad die het voorbereidende werk deed voor de oprichting van de Raad van Vlaanderen die op 22 december 1917 in een geheime zitting de zelfstandigheid van Vlaanderen uitriep. 
De “onafhankelijkheidsverklaring” werd echter een totaal fiasco. De Duitsers wilden van die veeleisende Vlamingen niet veel weten en zette hen voortdurend voor schut. Bovendien vond de Raad weinig weerklank bij het grootste gedeelte van de bevolking.

## Als Flamingant in het gevang
Na de wapenstilstand werden gematigde of radicale activisten, passivisten en mensen achter de Frontbeweging over één kam geschoren: de pers en de officiële macht noemden hen verraders. 
Op 19 november 1918 werd dokter Van De Velde thuis aangehouden. Hij werd aangeklaagd voor zijn Vlaamsgezind activisme. Hij besefte blijkbaar niet ten volle de ernst van zijn situatie en bleef zich verdedigen met het argument dat het een lokale politieke zet was waardoor hij in de gevangenis terecht was gekomen. Vermoedelijk was dit ook grotendeels waar. Pas na de bekendmaking van de eerste zware straffen besloot hij een advocaat aan te spreken, niettegenstaande hij diens ereloon nauwelijks kon betalen. 
Op 28 februari 1919 werd hij overgebracht naar Vorst, waarna hij door de krijgsauditeur zou verhoord worden. Op 01 april 1919 werd hij geboeid naar het gerechtshof van Brussel gevoerd om te verschijnen voor het krijgsgerecht. Hij werd veroordeeld tot tien jaar opsluiting met verlies van zijn burgerrechten. Zijn advocaat stelde voor om in Cassatie te gaan en om nadien een genadeverzoek in te dienen.
Het overlijden van zijn zoontje Hubert in 1918 was een harde slag geweest voor Jozef en door de gang van zaken was hij ook zijn geloof in het recht en de Vlaamse zaak verloren. Hij besloot niet verder in beroep te gaan maar diende wel een vraag om invrijheidsstelling om gezondheidsredenen en een genadevraag in. Begin 1920 ontving hij de melding dat zijn genadeverzoek verworpen was.
Geheel onverwacht kwam dan toch de mededeling dat hij op 20 juli 1920 in vervroegde vrijstelling zou komen.

## Epiloog
Bij zijn vrijlating zat de familie financieel aan de grond. In Kalken heerste een grote controversie. Er waren rijke boeren die hun pachters en ondergeschikten zelfs verboden op consultatie bij de dokter te gaan. Zijn gevangenschap werd een voorwendsel om zich voorgoed en openlijk tegen hem te keren. Het kwam zelfs zover dat ouders van de gemeente hun kinderen pro- of anti- Van De Velde opvoedden. 
Van De Velde begon ondertussen te sukkelen met zijn gezondheid. Hij trok hij zich steeds meer terug en hield zich voornamelijk bezig met zijn activiteiten dicht bij huis, zijn zelf in 1908 opgerichte zangsociëteit De Ware Vlamingen en haar toneelvereniging, de lokale veloclub en zijn fanfare.
Politiek gezien was hij enkel nog op de achtergrond actief in de politiek. Hij werd lid van het VNV dat werd opgericht uit de overblijfselen van de Frontpartij. 
Al ging zijn gezondheid snel achteruit, de dokter deed nog steeds trouw zijn visites bij zijn ‘vast volk’ en in zijn vrije tijd wijdde hij zich aan de muziek. Hij kon nog altijd genieten van een bruintje of een ‘klare’ en hij rookte nog steeds zijn sigaartjes, maar hij voelde het einde naderen. Hij overleed in zijn huis op 03 februari 1939.
Van De Velde werd op zijn verjaardag begraven op het kerkhof van Kalken. De dag van de begrafenis was er een enorme toeloop. Er waren 1500 doodsprentjes gedrukt en nog waren er tekort. Zijn fanfare begeleidde hem naar zijn laatste rustplaats. Dr. August Borms hield een lijkrede op het kerkhof.

## Varia
- Bij de overbrenging van het oude kerkhof van Kalken naast de kerk naar de nieuwe begraafplaats in de Kouterstraat in 1949 werden de grafzerken van Jozef, zijn vrouw Margriet en hun zoontje Hubert naast elkaar geplaatst.
- In 1984 werd in Kalken een straat naar hem genoemd.
- Zijn oorlogsdagboek, geschriften en liedjesteksten werden bijgehouden door zijn kleinzoon Paul Sonneville.
- Op de eerste verdieping van de IJzertoren te Diksmuide wordt het schilderij Het Gulden Doek van Vlaanderen van Hendrik Luyten uit 1944 tentoongesteld, dat zowat alle bekende figuren portretteerde die voor Vlaanderen van betekenis waren. Onder de afgebeelde prominenten van de Vlaamse strijd bevindt zich ook dokter Joseph Van De Velde.